# Gle Krueng Agun
Gle Krueng Agun är en kulle i Indonesien.   Den ligger i provinsen Aceh, i den västra delen av landet, 1 800 km nordväst om huvudstaden Jakarta. Toppen på Gle Krueng Agun är 305 meter över havet, eller 98 meter över den omgivande terrängen. Bredden vid basen är 0,97 km.
Terrängen runt Gle Krueng Agun är kuperad åt sydväst, men åt nordost är den bergig. Runt Gle Krueng Agun är det mycket glesbefolkat, med 4 invånare per kvadratkilometer. I omgivningarna runt Gle Krueng Agun växer i huvudsak städsegrön lövskog.